# Байдачний Анатолій Миколайович
Анатолій Миколайович Байдачний (рос. Анатолий Николаевич Байдачный, нар. 1 жовтня 1952, Москва) — радянський футболіст, нападник. По завершенні ігрової кар'єри — футбольний тренер.

## Клубна кар'єра
У дорослому футболі дебютував 1969 року виступами за московське «Динамо», в якому провів шість сезонів, взявши участь у 64 матчах чемпіонату. Більшість часу, проведеного у складі московського «Динамо», був основним гравцем атакувальної ланки команди.
1975 року через конфлікт з тренером москвичів перейшов до клубу мінського «Динамо», за який відіграв п'ять сезонів.  Граючи у складі мінського «Динамо» також здебільшого виходив на поле в основному складі команди. 
Завершив професійну кар'єру футболіста у достатньо ранньому віці виступами за команду «Динамо» (Мінськ) у 1979 році, після того як отримав серйозну травму ноги і не зміг продовжувати виступи.

## Виступи за збірну
1972 року провів п'ять офіційних матчів у складі національної збірної СРСР. 
Разом зі збірною був учасником чемпіонату Європи 1972 року у Бельгії, де зіграв у двох іграх і допоміг команді здобути «срібло».

## Кар'єра тренера
Розпочав тренерську кар'єру невдовзі по завершенні кар'єри гравця, 1980 року, очоливши тренерський штаб клубу «Дніпро» (Могильов).
Надалі очолював українські «Зорю», «Кристал» (Херсон), а після розвалу СРСР поїхав за кордон, де також працював тренером до 1996 року.
Після повернення на пострадянський простір недовго тренував молдовський «Тилігул-Тирас», після чого був головним тренером низки білоруських та російських клубів, а також у 2003–2005 роках очолював національну збірну Білорусі.

## Титули і досягнення
Гравець
- Віце-чемпіон Європи: 1972

Тренер
- Переможець Юнацького (U-19) кубка Азії: 1994